# ŽNK Tuškani
ŽNK Tuškani, ženski je nogometni klub iz karlovačkoga naselja Tuškani.

## Povijest
Ženski nogometni klub Tuškani osnovan je 2009. godine.